# Türbe der Braut

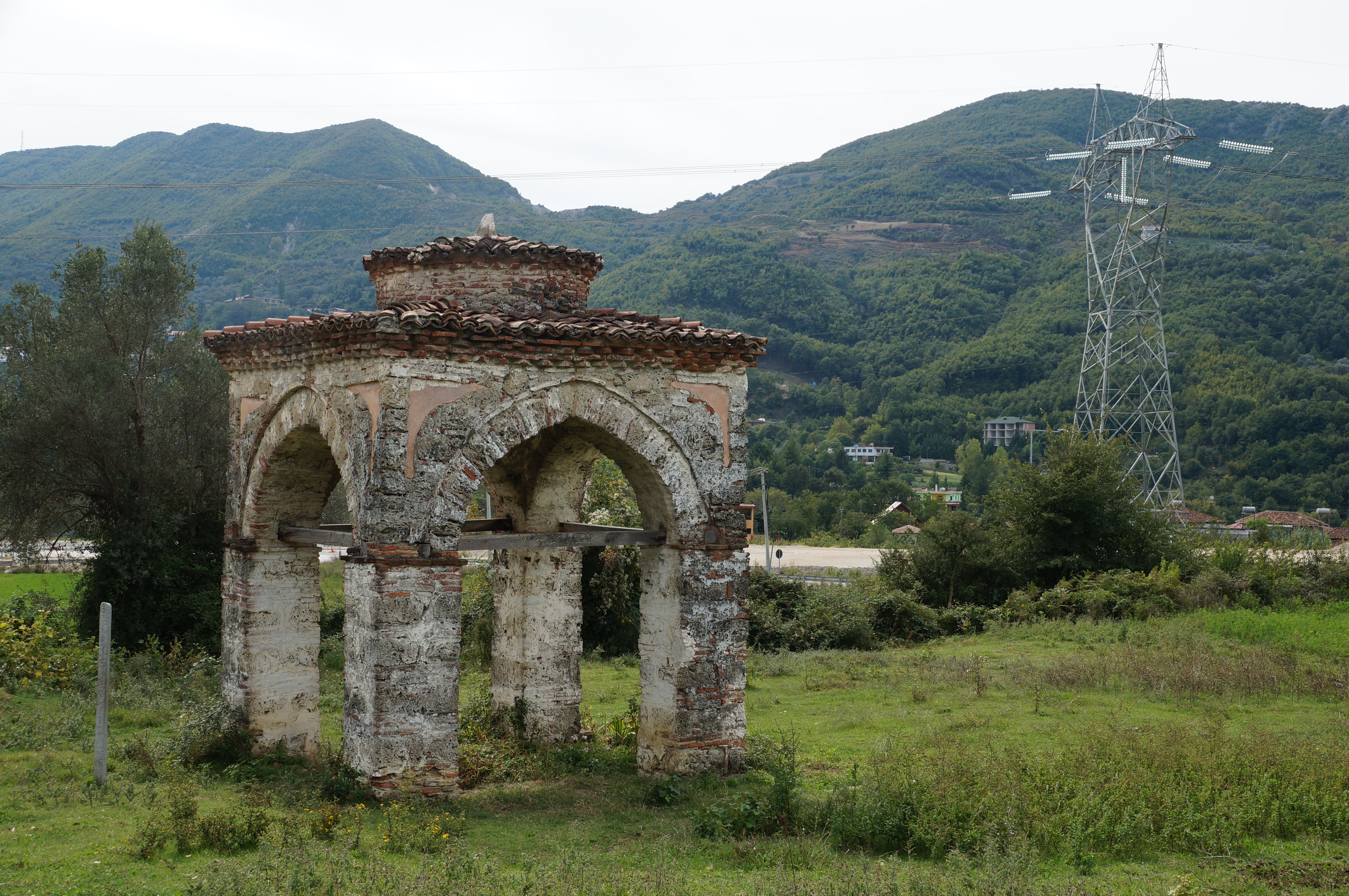
Der Bau von Norden

Die Türbe der Braut (albanisch Tyrbja e Nuses) ist ein Grabmal und ein national bedeutsames Kulturdenkmal beim Dorf Mullet südlich der Hauptstadt Albaniens.
Die historische muslimische Türbe ist ein kleiner, quadratischer Bau. Vier rechteckige Pfeiler, die durch Bögen verbunden sind, tragen ein Dach mit rundem Aufbau, der einer kleinen Kuppel oder einem Tambour gleicht. Da die Türbe fast nur aus den vier Säulen zu bestehen scheint, wird sie auch Katërkëmbësh (deutsch Vierfüßer) genannt.
Das Grabmal stammt aus dem 16. Jahrhundert oder 17. Jahrhundert. Zusammen mit der Türbe von Poloska bei Korça, die um das Jahr 1500 erbaut wurde, gilt sie als älteste Türbe des Landes.
Zur Entstehung des Grabmals gibt es mehrere verschiedene Versionen. Eine berichtet, dass an diesem Ort eine Braut versehentlich von einer verirrten Kugel getroffen worden sei, als zwei verfeindete Gruppen sich gegenseitig beschossen, während die Hochzeitsgesellschaft dort unterwegs war. Die Türbe wurde daraufhin in Erinnerung an die junge Frau errichtet. Eine andere Geschichte berichtet sogar von zwei toten Frauen: Die Tradition verlangte, dass Bräute, wenn sie sich zufällig unterwegs treffen, die Schleier austauschen. Eine soll sich aber geweigert und deshalb auf die andere geschossen haben. Daraufhin sei sie vom Bräutigam der Ermordeten erschossen worden. Die beiden Bräute sollen noch am gleichen Tag verstorben und im gleichen Grabmal bestattet worden sein.
Das Grabmal liegt rund sieben Kilometer Luftlinie südlich von Tirana auf einer Wiese außerhalb des Dorfes. Rund 300 Meter südlich fließt der Erzen; auf einem Hügel am Südufer thronen Burg und Dorf Petrela.
Die Türbe ist seit 1963 ein religiöses Kulturdenkmal Albaniens. Heute verlaufen in rund zehn Metern Distanz die Straße zum Dorf Mullet und in rund 100 Metern Distanz gegen das Flussufer die neu errichtete Autobahn A3.